# الونشريس
الوَنْشَرِيس (بالأمازيغية: وَرْسْنِيس، تعني "أعلى")، سلسلة جبال في شمال غرب الجزائر. تبلغ ذروتها بسيدي عمر (1985 م) بالقرب من برج بونعامة 67 كيلومترا إلى الشمال من ولاية تيسمسيلت.
وتمتد بين شرق وادي الشلف وشمال وادي منى إلى الغرب والجنوب هضبة سرسو، تمتد إلى ولاية المدية، عين الدفلى، تيسمسيلت، الشلف، غليزان، تيارت.

## القمم
- القمم الرئيسية هي سيدي عمر (1985م) وأشاوون (1850 م) وسيدي عبد القادر.

## البيئة
الجبل على حد سواء هو ملجأ للحيوانات والنباتات، بها غابات شاسعة للأرز مما يعزز الزراعة وخصوصا هضبة سرسو المغطاة بمحاصيل الزراعية الممتدة وله منبع مياه وحيد وهو وادي الشلف، وتثلج عليه الثلوج شتاء.
الحظيرة الوطنية ثنية الحد
- إلى الشرق من الجبل تغطي الحظيرة الوطنية ثنية الحد 3616 هكتار لها سلسلة جبلية حيث تكسوها الغابة وأشجار أرزية متغلغلة في الماء تقع إلى الشمال من بلدة برج القدم.

## السكان
السكان كمعظم المناطق الداخلية بالجزائر مزيج من عدة أعراق من أصول بربرية (أمازيغية) وعربية وأندلسية وعثمانية والمنطقة شهدت حكم الدولة الرستمية والزيانية الأمازيغيتين.

## أعلام
- أبو العباس الونشريسي